# ジョン・ダドリー (初代ノーサンバランド公)
初代ノーサンバランド公爵ジョン・ダドリー（英: John Dudley, 1st Duke of Northumberland, KG, PC, 1502年 - 1553年8月22日）は、ダドリー男爵の傍系氏族で、イングランドの政治家、廷臣、軍人、貴族。
テューダー朝の国王ヘンリー8世とエドワード6世の時代に官職を歴任し、1542年にライル子爵、1547年にウォリック伯に叙された。1549年にエドワード6世の摂政である初代サマセット公エドワード・シーモアを失脚に追いやったことで国政を主導する立場となり、ノーサンバランド公に叙された。財政改革やプロテスタント政策を推進した。1553年にエドワード6世が崩御するとカトリックのメアリー王女の即位を防ぐためにジェーン・グレイを女王に擁立したが、蜂起したメアリーに敗れて捕らえられ、大逆罪で処刑された。

## 生涯

### 生い立ち
1502年に廷臣エドムンド・ダドリーとその妻第6代ライル女男爵エリザベス・グレイの間の長男として生まれる。
父エドムンド・ダドリーはヘンリー7世の財政官であったが、1509年にヘンリー8世が即位するとたちまちに失脚し、ジョンが8歳の時の1510年に反逆罪で処刑された。母は翌1511年にエドワード4世の庶子アーサー・プランタジネット（1523年に初代ライル子爵に叙される）と再婚した。
ジョンが11歳の時の1512年から1513年にかけての議会において亡き父の私権剥奪は解除された。

### ヘンリー8世の宮廷の廷臣
1523年に初代サフォーク公爵チャールズ・ブランドンの指揮下に行われたフランス・カレーへの上陸作戦に参加し、戦功によりナイトに叙された。1524年にはグリニッジで開かれたヘンリー8世臨席の馬上槍試合で活躍した。
1530年に母からライル男爵領を相続したが、ライル男爵とは称されていない。1532年にはウォリック城城守（Constable of Warwick Castle）に就任した。1534年から1536年の議会ではケント州選出議員を務めている。1534年にはロンドン塔武器庫長官（Master of the Armoury in the Tower）となり、1536年にはスタッフォードシャーのシェリフに就任した。1537年にはスペインに特使として派遣された。同年、王の取り巻きたちの長となる。1538年9月にはカレー副総督に就任した。
1540年にはヘンリー8世の4番目の妻アン・オブ・クレーヴズの主馬頭（master of the horse）となった。1542年3月3日に継父のライル子爵アーサー・プランタジネットが死去。ライル子爵位にはジョンへの継承を認める規定があったが、3月12日に新規の形でライル子爵に叙せられている。同年、スコットランド辺境地域長官（warden of the Scottish marches）に就任した。
1543年から1547年にかけて海軍卿に就任した。1543年4月にはガーター勲章を授与され、また枢密顧問官に列する。
1544年にはブローニュ包囲戦で艦隊を指揮し、フランス軍のブローニュ侵入を抑える武功を挙げた。1546年の終戦までそこにとどまり、同年7月にはパリに特使として派遣された。
ヘンリー8世が病に伏せる中の1546年12月に宮廷内保守派の大物である第3代ノーフォーク公トマス・ハワードが逮捕されて失脚した。これ以降ライル子爵や初代ハートフォード伯爵エドワード・シーモア（後の初代サマセット公）らプロテスタント改革派が台頭するようになる。

### サマセット公支配時代

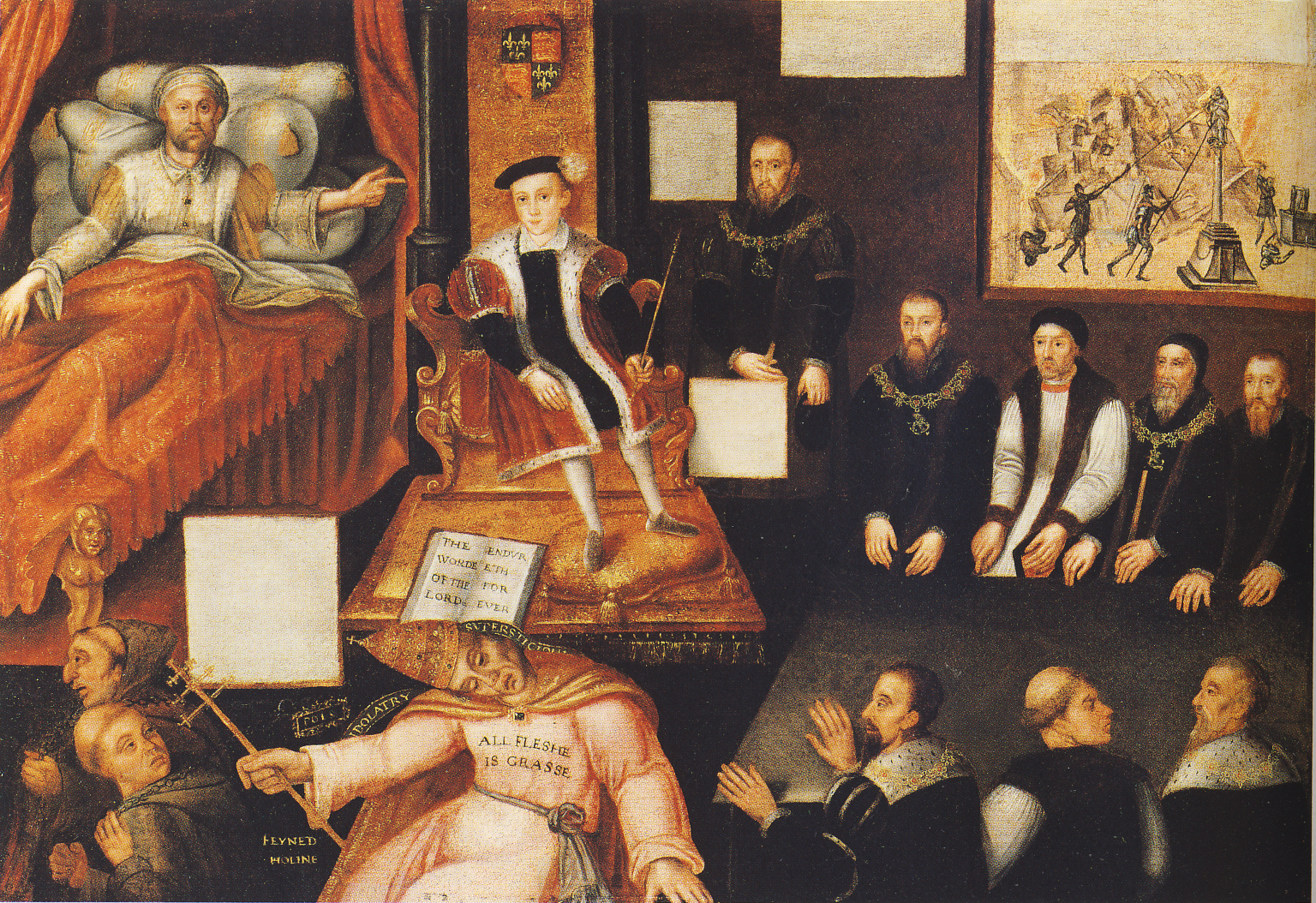
ヘンリー8世から宗教改革を引き継いでカトリック（教皇）を排除するエドワード6世と初代ハートフォード伯エドワード・シーモアやライル子爵ら枢密院を描いた絵画。

1547年1月にヘンリー8世が崩御し、幼王エドワード6世が即位した。ライル子爵はヘンリー8世の遺言において幼王エドワード6世に代わって統治を行う16人の枢密顧問官の一人に指名されていた。ヘンリー8世としては集団指導体制にすることで特定の人物が息子をないがしろにすることを避けようと企図したのだが、結局この遺言は守られず、エドワード6世の伯父にあたるハートフォード伯（サマセット公に叙爵）が摂政に就任して国政を牛耳った。
1547年2月16日にはウォリック伯に叙せられた。同年9月にサマセット公によるスコットランド侵攻作戦のピンキーの戦いに参加した。1548年から1550年にかけてはウェールズ辺境地域評議会議長に就任した。1549年から1550年にかけては海軍卿に再任した。
1549年7月にはイングランド東部で共有地の囲い込みに反発する農民の反乱「ケットの反乱」が発生した。サマセット公はこれまで農民の苦境に理解を示すことで国民人気を得ていたので、この反乱にも一定の理解を示して鎮圧を逡巡した。その間にウォリック伯は傭兵部隊を率いて出陣し、容赦なくこの反乱を鎮圧してロバート・ケットはじめ反乱指導者を処刑した。これによってウィリック伯は枢密院における立場を固めた。
権力を拡大させるウォリック伯はサマセット公を排除して自らが国政を牛耳ることを狙うようになり、枢密院でサマセット公のケットの反乱をめぐる責任を追及した。そして1549年10月にサマセット公を逮捕（一時釈放されるも1551年に再逮捕され、1552年1月に処刑）させた。

### 国政を主導
サマセット公失脚後、ウォリック伯が最高権力を握ることになった。1550年2月には枢密院議長と王室家政長官に就任した。1551年には国王に自らをノーサンバランド公爵に叙させた。
ノーサンバランド公はサマセット公と比べるとプロテスタント信仰への情熱は弱いと見られており、カトリックたちはこの権力者交代で宗教政策が転換されることを期待したが、エドワード6世が熱心なプロテスタントに成長していたため、ノーサンバランド公も国王の信任を維持するため急進的なプロテスタント政策を遂行した。
枢密院の命令として聖像の破壊を命じるとともに保守派の聖職者の追放と改革派の聖職者の登用を推し進めた。サマセット公時代に作られた共通祈祷書をよりプロテスタント的に改正した共通祈祷書をトマス・クランマーに作成させ、1552年の礼拝統一法によって全ての教会にこの祈祷書の備え付けを命じた。1553年にはアウクスブルク信仰告白をもとに42信仰箇条を制定。その内容はエリザベス女王時代の39信仰箇条にも引き継がれ、イングランド国教会の基礎となる。
外交面では危機的な財政状況を鑑み、ヘンリー8世時代から続くフランスとスコットランドとの戦争を終わらせることを決意。和平交渉を行い、1550年にはフランス、1551年にはスコットランドと講和した。また太平洋、レパント、アフリカ海岸への遠征を開始させて新大陸に最初の領土を獲得した。後に世界最大の植民地帝国となる大英帝国の最初の基礎を築いた
これまで戦費の穴埋めに通貨悪鋳が行われてきたが、ノーサンバランド公も当初それを踏襲して1551年に通貨悪鋳を行っている。しかしこれにより通貨の信用が低下してインフレーションが発生したため、大蔵卿初代ウィンチェスター侯爵ウィリアム・ポーレットや国際金融専門家トマス・グレシャムらの助言を容れて1552年には通貨の品質を向上させた。財政機構改革にも乗り出し、財務府の汚職や縄張り意識、人員過剰などの問題にメスを入れた。増収裁判所と初収入税・十分の一税裁判所の財務府への吸収はその一環である。また能率的な会計監査制度を財務府に導入した。
1551年から1552年にかけてはケンブリッジ大学学長を務めている。

### ジェーン・グレイ擁立

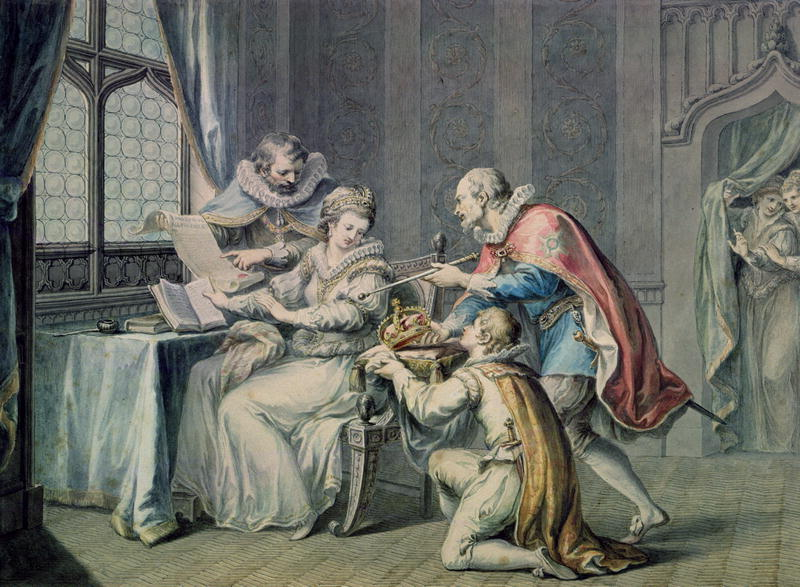
ジェーン・グレイに王冠を受け入れるよう懇願するノーサンバランド公とサフォーク公ヘンリー・グレイ(ジェーンの父)を描いた絵画（ジョバンニ・バティスタ・チプリアーニ画）

1553年半ばになるとエドワード6世が悪性の感冒により危篤状態に陥った。ヘンリー8世はエドワード6世の次の王位継承権者として異母姉のメアリー王女（後のメアリー1世）を指定していたが、メアリー王女は熱狂的なカトリックであり、プロテスタント政策を遂行するノーサンバランド公を恨んでいた。彼女が即位したらノーサンバランド公は処刑され、カトリック政策が推し進められることは必至だった。
そのためノーサンバランド公としてはメアリー王女の王位継承を是が非でも阻止せねばならなかった。彼はヘンリー7世の曽孫にあたるジェーン・グレイを次の女王にすることを計画し、1553年5月には自らの六男ギルフォードをジェーンと結婚させた。そしてジェーンの即位がプロテスタント信仰を守る唯一の方法であるとエドワード6世を説得した。プロテスタントであるエドワード6世もメアリーのことは嫌っていたのでこの計画に同意し、ジェーンを次期女王に指名する遺言を作成した。
1553年7月6日にエドワード6世が16歳で崩御するとノーサンバランド公はただちにジェーンに即位宣言を行わせた。枢密院も全員ジェーン即位を支持した。しかしこれに反発したメアリー王女は7月10日にもフラムリンガム城へ逃れ、そこで同志の貴族を集めて挙兵した。ノーサンバランド公の予想に反して多くの人々が彼女のもとに集まった。とりわけプロテスタント色が強いはずの南東部の人々がメアリー支持に動いたことは計算外だった。
ノーサンバランド公はこれを鎮圧すべく傭兵部隊を率いてロンドンを出陣したが、部隊の戦意は低く、脱走兵が相次ぎ、戦闘できる状態になかった。また公爵がロンドンを離れて間もなくジェーン擁立を支持していたはずの枢密顧問官たちが続々とメアリー支持に寝返った。最後までジェーンへの忠誠を貫いたのはジェーンの父である初代サフォーク公ヘンリー・グレイとトマス・クランマーだけという状況だった。
戦況を絶望視したノーサンバランド公はメアリー1世の即位を認め、7月末にケンブリッジでメアリー軍に投降した。

### 大逆罪で処刑
投降後、大逆罪の容疑で裁判にかけられた。カトリックに改宗することで延命を図ろうとしたが、効果はなく、1553年8月22日にロンドン塔のタワー・ヒル刑場において大逆罪により処刑された。
当初メアリー1世はジェーンとギルフォードを処刑する気はなかったが、1554年に釈放されたジェーンの父サフォーク公がメアリー1世とスペイン皇太子フェリペ（後のフェリペ2世）の結婚に反対するワイアットの乱に参加して処刑された。その影響で結局ジェーンとギルフォードも処刑された。
ギルフォード以外の息子たちは釈放されている。三男ジョンは父が大逆罪で有罪判決を受ける前に議会の議決でウォリック伯爵位を相続している。四男アンブローズも兄ジョンの死後にウォリック伯位の復活が認められた。また五男ロバートは後にエリザベス1世の寵臣となり、レスター伯爵に叙されている。

## 家族
廷臣エドワード・ギルドフォードの娘ジェーンと結婚。彼女との間に以下の8男2女を儲ける。
- 長男ヘンリー・ダドリー (？-1544年) - 早世
- 次男トマス・ダドリー - 早世
- 三男ジョン・ダドリー（英語版） (1527年ごろ-1554年) - 第2代ウォリック伯位を継承
- 四男アンブローズ・ダドリー（英語版） (1528年-1590年) - 第3代ウォリック伯を回復
- 五男ロバート・ダドリー (1532年-1588年) - エリザベス女王の寵臣。初代レスター伯に叙される
- 六男ギルフォード・ダドリー (1536年-1554年) - 女王ジェーンと結婚、ジェーンともども処刑
- 七男ヘンリー・ダドリー (？-1557年)
- 八男チャールズ・ダドリー - 早世
- 長女メアリー・シドニー（英語版） (1530年代前半-1586年) - ヘンリー・シドニー（英語版）と結婚。フィリップ・シドニーの母
- 次女キャサリン・ダドリー（英語版） (1530年代後半か1540年代前半-1620年)- 第3代ハンティンドン伯爵（英語版）ヘンリー・ヘイスティングス（英語版）と結婚

## 栄典

### 爵位
1530年に母の死によりライル男爵領を相続しているが、そう称されていない。
1542年3月12日に以下の爵位に叙される。
- 初代ライル子爵（英語版） (1st Viscount Lisle)
(勅許状によるイングランド貴族爵位)

1547年2月16日に以下の爵位に叙される。
- 初代ウォリック伯爵 (1st Earl of Warwick)
(勅許状によるイングランド貴族爵位)

1551年10月11日に以下の爵位に叙される。
- 初代ノーサンバランド公爵 (1st Duke of Northumberland)
(勅許状によるイングランド貴族爵位)

1553年1月9日に議会の議決によって息子のジョン・ダドリーがウォリック伯爵位を継承。
1553年8月に大逆罪で有罪判決を受け、保有中の爵位剥奪。

### 勲章
- 1543年4月23日、ガーター騎士団(勲章)ナイト(KG)[4]